# 前橋市立天川小学校
前橋市立天川小学校（まえばししりつ あまがわしょうがっこう）は、群馬県前橋市にある公立小学校。

## 所在地
群馬県前橋市文京町3-18-4

## 学校教育目標
- 美しい心をもつ子
- 進んで学び、深く考える子
- つよくたくましい子

## 沿革
- 1952年 - 開校[1]
- 1965年 - 増築校舎落成式

## 学区
設立当初の学区は天川町、天川原町、高田町の3町であったが、その後の学区再編や住居表示による町名変更により、現在の学区は下記の7町となっている。
- 天川町[2]
- 文京町一丁目
- 文京町二丁目
- 文京町三丁目
- 文京町四丁目
- 天川原町一丁目
- 天川原町二丁目

## 学校周辺
- 群馬県生涯学習センター
- 二子山児童公園
- 前橋市立第五中学校